# Kunst- en rariteitenkabinet

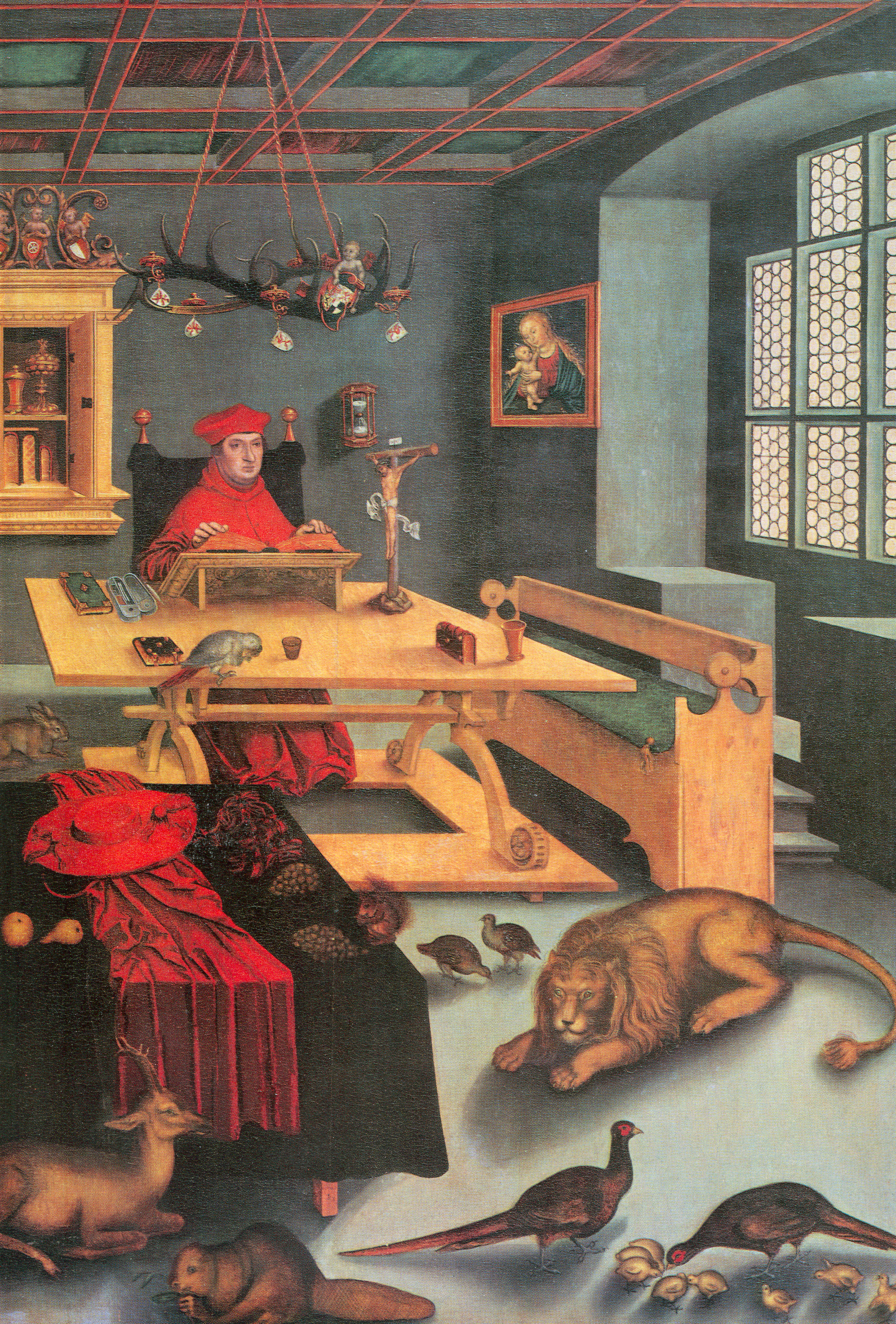
Albrecht van Brandenburg (bisschop) in zijn studeerkamer, door Lucas Cranach de Oude (1526). Albrecht verzamelde meer dan 8.000 relikwieën en 42 skeletten van heiligen, een doorn in het oog van Luther.

Een kunst- en rariteitenkabinet is een kast of kamer waarin een verzameling van kunst en rariteiten kon worden bewaard. In bredere zin wordt ook de verzameling van voorwerpen die in een dergelijke kast of ruimte werden bewaard als rariteitenkabinet aangeduid. Het concept was vooral populair in de 16e, 17e en 18e eeuw. De populariteit van het kunst- en rariteitenkabinet had te maken met het toenemend contact met verafgelegen, tropische oorden na 1500 en interesse voor planten en (fabel)dieren. De verzameling werd aangevuld met voorwerpen, zoals Romeinse munten en (klassieke of renaissance) auteurs die de bestaande kennis, natuurlijke historie, maar ook alchemie hadden beschreven. Het doel was het systematiseren van kennis, aanvankelijk op alfabet tot de opkomst van natuurwetenschappelijk onderzoek of volgens de werken van Linnaeus, de eerste die op geslachtskenmerken ordende.

## Definitie
Onder 'rariteiten' verstaan we zeldzame voorwerpen die meestal werden ingevoerd van buiten Europa. Dat konden vreemde schelpen zijn, zoals de nautilusschelp, struisvogeleieren, mineralen, kristallen, edelstenen, parels, opgezette dieren, exotische dieren - de aankomst van een neushoorn in 1515 veroorzaakte al een hype, de Surinaamse pad zou erg populair worden in rariteitenkabinetten - en gedroogde planten. Ook inheemse eigenaardigheden zoals narwaltanden en Siamese tweelingen werden erin opgenomen.
De 'kunstcollectie' omvatte bovenal schilderijen en prenten, waarvan Nederland in zijn Gouden Eeuw een enorme productie had.

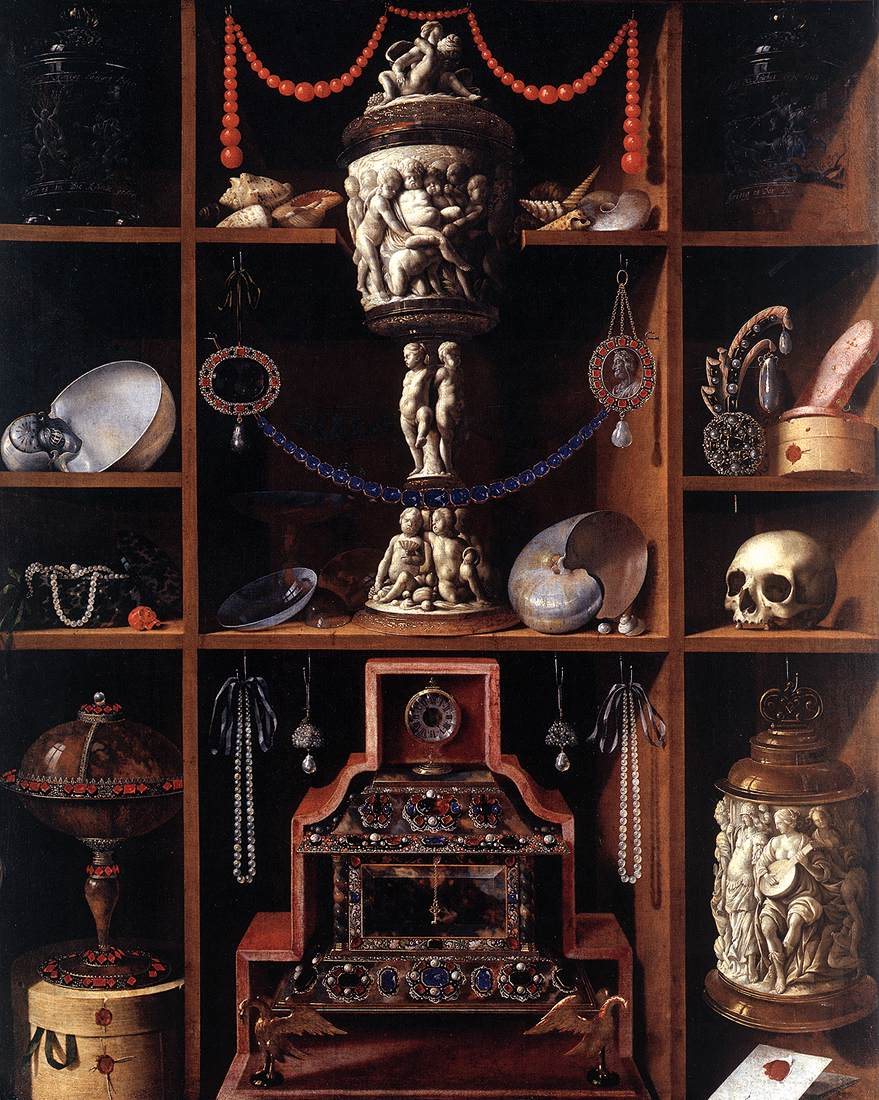
Johann Georg Hinz: Naturaliënkabinet, 1666

Het woord kabinet sloeg aanvankelijk op het opbergmeubel waarin deze voorwerpen verzameld werden. Mettertijd ging men de kamer waar de 'rariteiten' opgeslagen waren kabinet noemen en ten slotte omvatte het woord kabinet de hele verzameling.

## Rariteitenkabinetten in Nederland
In tegenstelling tot in andere landen waren deze verzamelingen vooral in het bezit van particulieren uit de gegoede burgerij. Dit veroorzaakte soms problemen bij overerving, waarbij de verzameling uiteenviel en verkocht werd als de nabestaanden geen interesse toonden. Zo verhuisden de Nederlandse verzamelingen naar het buitenland. Daar waren de verzamelaars vooral vorsten waardoor de verzamelingen in de 19e eeuw staatsbezit werden. De kabinetten waren aanvankelijk geen openbare musea, maar uitsluitend bestemd voor de eigenaar die bezoekers uit binnen- en buitenland toestond zijn collectie te bewonderen en soms ook te ordenen, zoals Linnaeus en de collectie van Albertus Seba en Clifford.

### Brinck
De Harderwijker burgemeester Ernst Brinck (1582-1649) had een uitgebreid kabinet in zijn huis aan de Donkerstraat te Harderwijk ingericht. Zijn verzameling bestond uit munten en penningen, prenten, mineralen, antieke artefacten en vooral geprepareerde dieren of delen daarvan. Zijn collectie was voor publiek toegankelijk. Brinck heeft zich laten inspireren door Bernardus Paludanus (1550-1633) die in Enkhuizen een kabinet had dat Brinck in 1610 bezocht.

### Ruysch
Frederik Ruysch had - naar verluidt - in een aantal huizen en in vijf kamers een anatomisch-natuurkundig kabinet opgebouwd, gevuld met vaatpreparaten. In 1691 gaf hij een catalogus uit van zijn rariteiten. In de voorrede van zijn Tesarum Animalium gaf hij een beknopt overzicht van zijn kabinet. In de jaren 1700-1728 gaf Ruysch onder de titel: Thesaurus of Adversaria een gedetailleerde beschrijving van enkele onderdelen van zijn verzameling.
In 1710 stonden bij Ruysch ongeveer 1300 flessen opgesteld met preparaten, vijftien kabinetten met dieren in 1600 flessen, 1000 dozen met vlinders, sprinkhanen, kevers en zeegewassen. In 180 flessen zaten zeldzame vogels en er waren 39 herbaria, geplet tussen papier. In schuifladen zaten horentjes en schelpen. Zijn verzameling dode kindertjes was opmerkelijk.

### Ontwikkeling van de collecties
In de zestiende en zeventiende eeuw waren de collecties nog vooral verzamelingen rariteiten.  Aan het eind van de zeventiende eeuw begint een transformatie van de verzamelingen naar een naturaliënkabinet. In de achttiende eeuw hadden de eigenaren van die  verzamelingen ook een meer didactische functie voor ogen. Er werden catalogi gemaakt, er was een wat ruimer toegangsbeleid. Het kabinet van Levinus Vincent met de meest omvangrijke collectie in de Republiek  hanteerde voor zijn bezoekers vaste openingstijden. Eigenaren als Vincent maar ook uitdrukkelijk iemand als Albertus Seba waren sterk  beïnvloed door de beweging van de fysicotheologie. Dat was een stroming in de theologie die op basis van empirisch onderzoek van de natuur tot kennis van God wilde komen. In de fysicotheologie werd vele malen de doelmatigheid en planmatigheid van de schepping beklemtoond. Het berustte op de overtuiging dat de natuur zo plan- en doelmatig in elkaar steekt dat een natuur zonder God onbestaanbaar en onmogelijk is. In de achttiende eeuw waren de kabinetten  dan ook mede bedoeld als een afspiegeling van Gods schepping. In  Wondertoneel der Nature, een beschrijving  van zijn kabinet, nodigde Vincent dan ook uitdrukkelijk atheïsten uit dit te bezoeken. 
Kom, Godverzaker, die deez wonderen beschout 
 U, als een nachtuil, in de duisternis onthoudt,
Kom voor het licht, en leer, met elk, uit al deez werken   
Den Opperkunstenaar in zyn gedrag bemerken.
Sommige verzamelingen namen in de negentiende eeuw museale proporties aan; en een aantal van dergelijke collecties heeft aan de basis gelegen van musea die heden nog bestaan, zoals het anatomisch Museum Vrolik, tegenwoordig deel uitmakend van de collectie van de Universiteit van Amsterdam en Teylers Museum.

## Bekende buitenlandse verzamelaars of verzamelingen
- Albrecht V van Beieren

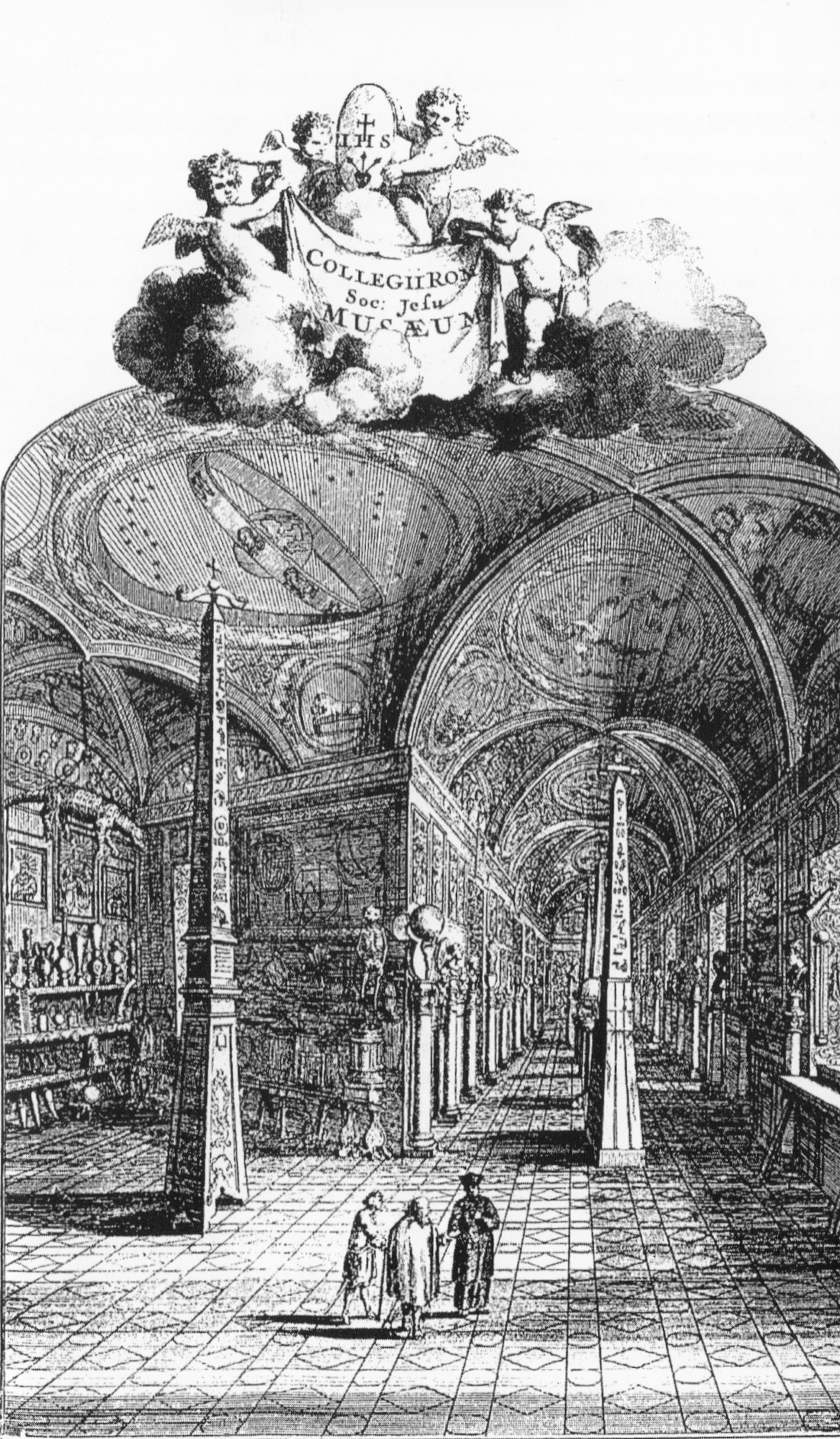
Museum Kircherianum, Afbeelding in Kirchers boek Turris Babel

- Keizer Rudolf II van het Heilige Roomse Rijk nam tientallen kunstenaars in dienst om zijn verzameling vast te leggen (Joris Hoefnagel), uit te breiden (Roelant Savery) en zijn paleis aan te passen (Hans Vredeman de Vries).
- Ferdinand II van Tirol en Schloss Ambras
- August van Saksen
- Leopold Willem van Oostenrijk
- Ole Worm
- Athanasius Kircher
- Hans Sloane, grondlegger van het British Museum
- tsaar Peter de Grote en zijn Kunstkamera
- René-Antoine Ferchault de Réaumur
- Georges-Louis Leclerc de Buffon
- Ripley's Believe It or Not!

## Bekende Nederlandse verzamelaars

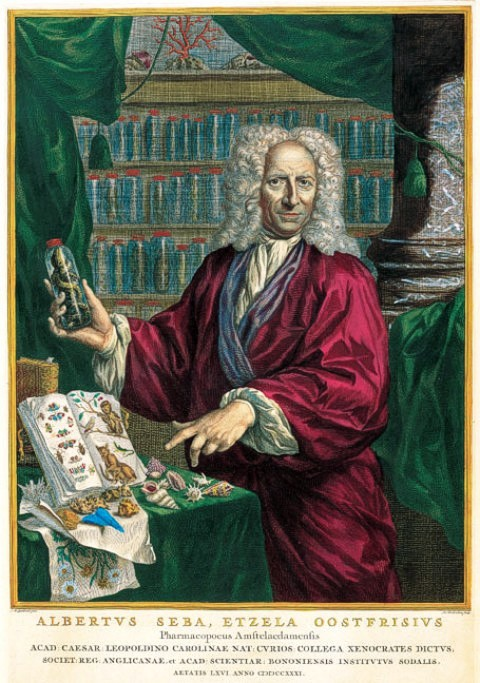
Albertus Seba in 1731, gravure door Arnold Houbraken.

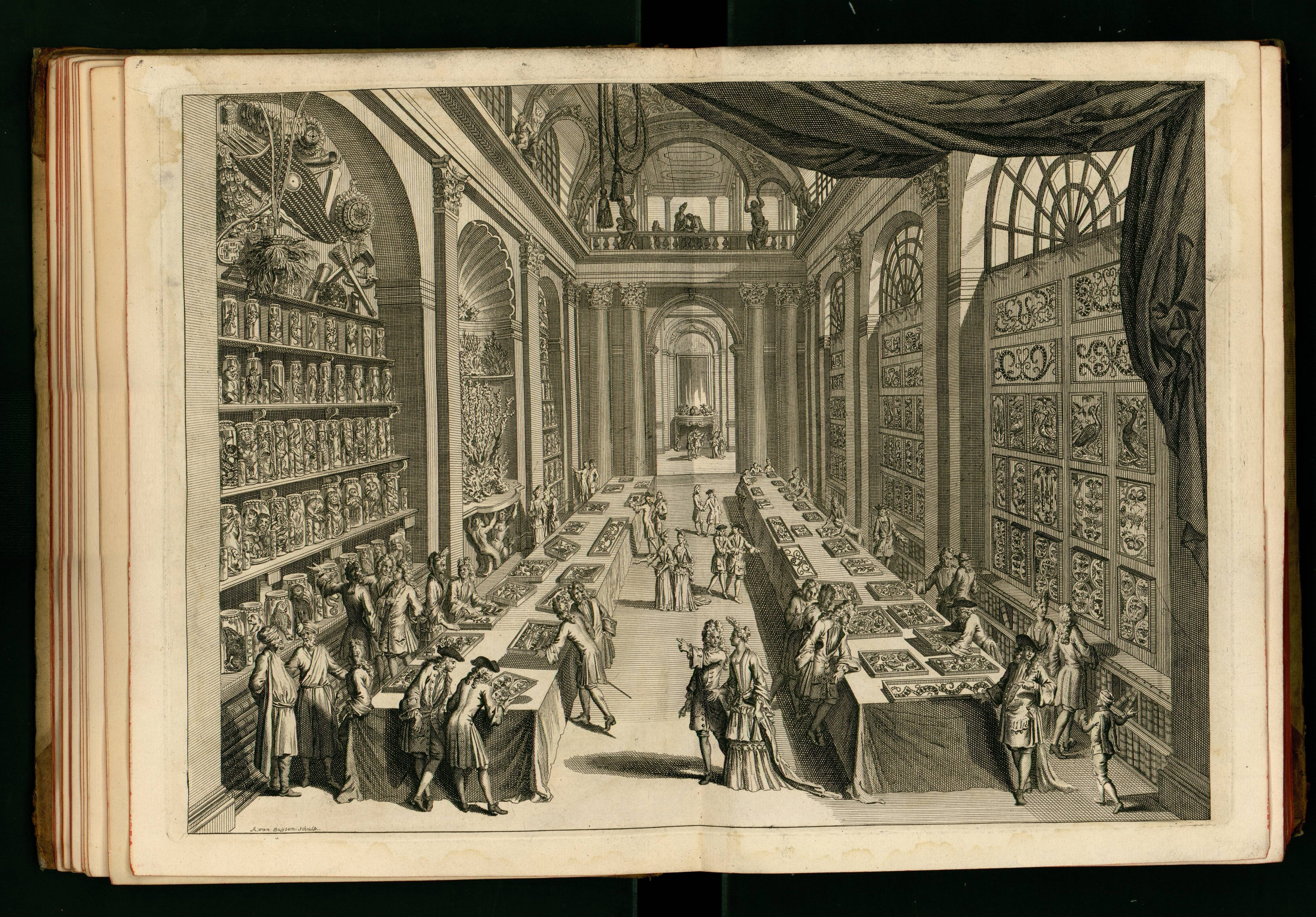
Levinus Vincent, Wondertooneel der natuur, 1715

- Samuel Quicchelberg (1529-1567), Vlaamse auteur, die geldt als de grondlegger van de museumkunde; hij ordende in eerste instantie op zaken die in de Bijbel voorkwamen
- Carolus Clusius introduceerde een aantal planten en bloemen van buiten Europa, zoals de tulp
- Rembrandt van Rijn verzamelde rariteiten en Romeinse oudheden. Tegenover armetierige huisraad stond een rijkdom aan kunstvoorwerpen. Naast schilderijen en een verzameling antieke portretten, wapens enz. enz. moet vooral zijn collectie tekeningen en grafiek worden genoemd.[2]
- Daniël Nijs, koopman in Venetië, die als eerste Romeinse beelden naar de Nederlanden verscheepte
- Gisbert Cuper
- Johan de la Faille bezat onder meer een uiterst zeldzaam exemplaar van de Epitonium scalare[3] en de Conus cedonulli[4]
- Abraham Gorlaeus
- Bernardus Paludanus verkocht zijn rariteitenkabinet, beschreven door Adam Olearius, aan Frederik III van Sleeswijk-Holstein-Gottorp
- Gerard van Papenbroek
- Frederik Ruysch, anatoom, zoöloog en botanicus te Amsterdam, verkocht zijn verzameling aan tsaar Peter de Grote
- Simon Schijnvoet, (tuin)architect, bezat vier kabinetten, geordend volgens de vier elementen
- Albertus Seba, apotheker, zoöloog en schrijver te Amsterdam, verkocht zijn verzameling aan tsaar Peter de Grote.[5]
- Jan Swammerdam
- Levinus Vincent, Wondertooneel der Nature (catalogus), Haarlem, 1706
- Jacobus de Wilde
- Nicolaes Witsen
- Josephus Augustinus Brentano
- Gerard Aarnout Hasselaar
- Daniel Rolander reisde rond in Suriname om insecten en planten te verzamelen

### Verzamelaars in de 19e eeuw tot tegenwoordig
- Frederich Ludwig Behr
- Jans Brands bouwde een brede collectie op die te zien is bij Museum Collectie Brands in Nieuw-Dordrecht
- Eugène Dubois, arts, paleontoloog en antropoloog, vooral werkzaam in Nederlands-Indië
- Henk Schiffmacher reisde met zijn kabinet langs festivals
- Lucas Stokbroo, had een eigen verzameling in Hoorn (Noord-Holland) die hij op verzoek openstelde